# 壤父
壤父（?—?），相传为中国唐尧时代的老人。尧出巡，观者歌颂他。壤父在道路击壤，作歌：“吾日出而作，日入而息，凿井而饮，耕田而食。帝何德于我哉？”